# Ellen Sprunger
Ellen Sprunger (nació el 5 de agosto de 1986 en Lausanne, Vaud) es una atleta suiza. 
Compitió en los Juegos Olímpicos de Londres 2012 en heptatlón donde quedó en el decimonono puesto.

## Récords personales
- 100 metros: 11.52 w. 1.5 (2013)
- 200 metros: 23.39 w. 0.0 (2013)
- 800 metros: 2:13.29 (2009)
- 100 metros vallas: 13.35 w.2.0 (2012)
- Salto de altura: 1.72 (2012)
- Salto de longitud: 6.08 w.1.1 (2013)
- Lanzamiento de peso: 12.91 (2012)
- Lanzamiento de jabalina: 46.83 (2012)
- Heptatlón: 6124 (2012)[2]